# María del Mar Julios
María del Mar Julios Reyes (n. Las Palmas de Gran Canaria, 28 de septiembre de 1958) es una política canaria.

## Biografía
Licenciada en Medicina General. Máster en Salud Pública. Máster en Documentación Médica. Máster en Economía y Gestión Sanitaria. Funcionaria de los Servicios Centraes del Servicio Canario de la Salud.
Militante de Coalición Canaria (CC) es su principal dirigente en la isla de Gran Canaria, ocupando el cargo de Presidenta insular.
Ha sido diputada por Gran Canaria de la vi y vii legislaturas del Parlamento de Canarias, vicepresidenta y consejera de Sanidad del Gobierno de Canarias (2003-2007), siendo presidente del Gobierno de Canarias Adán Martín Menis y vicepresidenta y consejera de Empleo, Industria y Comercio (2010-2011), dentro del Gobierno de Canarias presidido por Paulino Rivero.